# David O’Connell (1953–2023)
David Gerard O’Connell (ur. 16 sierpnia 1953 w Corku, zm. 18 lutego 2023 w Hacienda Heights) – amerykański duchowny rzymskokatolicki, biskup pomocniczy Los Angeles w latach 2015-2023.

## Życiorys
Święcenia kapłańskie otrzymał 10 czerwca 1979 i został inkardynowany do archidiecezji Los Angeles. Po święceniach przez dziewięć lat pracował jako wikariusz, a od 1988 kierował kilkoma parafiami na terenie Los Angeles.
21 lipca 2015 papież Franciszek mianował go biskupem pomocniczym archidiecezji Los Angeles oraz biskupem tytularnym Cell Ausaille. Sakry udzielił mu 8 września 2015 metropolita Los Angeles - arcybiskup José Horacio Gómez.
Zmarł 18 lutego 2023 w wyniku ran postrzałowych.